# Ilja Koszewoj
Ilja Jewgienjewicz Koszewoj (ros. Илья Евгеньевич Кошевой; ur. 20 marca 1991 w Mińsku) – białoruski kolarz szosowy ścigający się w barwach profesjonalnej drużyny Lampre-Merida.

## Najważniejsze osiągnięcia
2009
- 2. miejsce w Giro di Basilicata

2011
- 2. miejsce w Mistrzostwach Białorusi (jazda indywidualna na czas)

2013
- 1. miejsce w Gran Premio della Liberazione
- 10. miejsce w Trofeo Edil C

2014
- 2. miejsce w Trofeo Alcide Degasperi

2015
- 1. miejsce na 7. etapie Tour of Qinghai Lake